# Catedral de San Pedro (Osnabrück)
La catedral de San Pedro (en alemán: Dom St. Peter) en Osnabrück, Alemania es la catedral de la diócesis de Osnabrück. La catedral es un edificio de estilo románico tardío y domina el horizonte de la ciudad.

## Historia, arquitectura interior y equipamiento

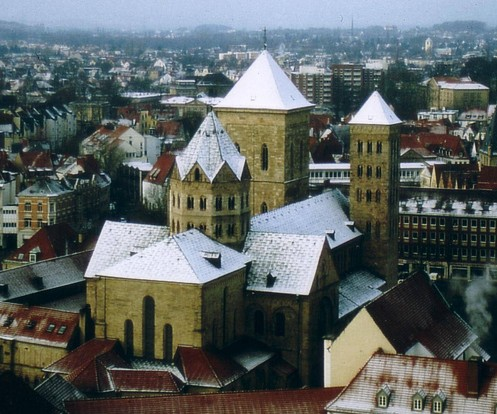
Vista desde el este

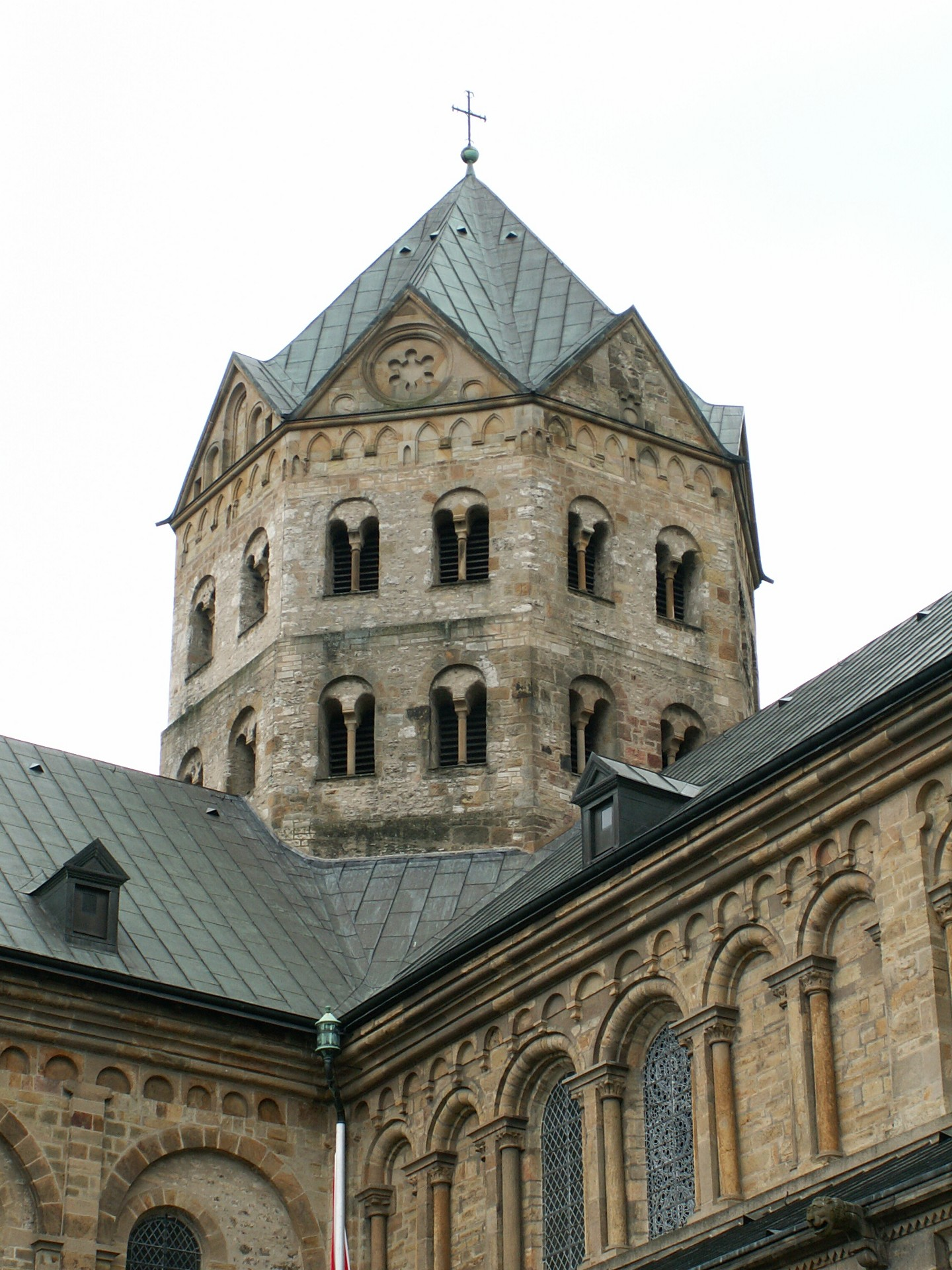
Cimborrio románico de la catedral, visto desde el noroeste

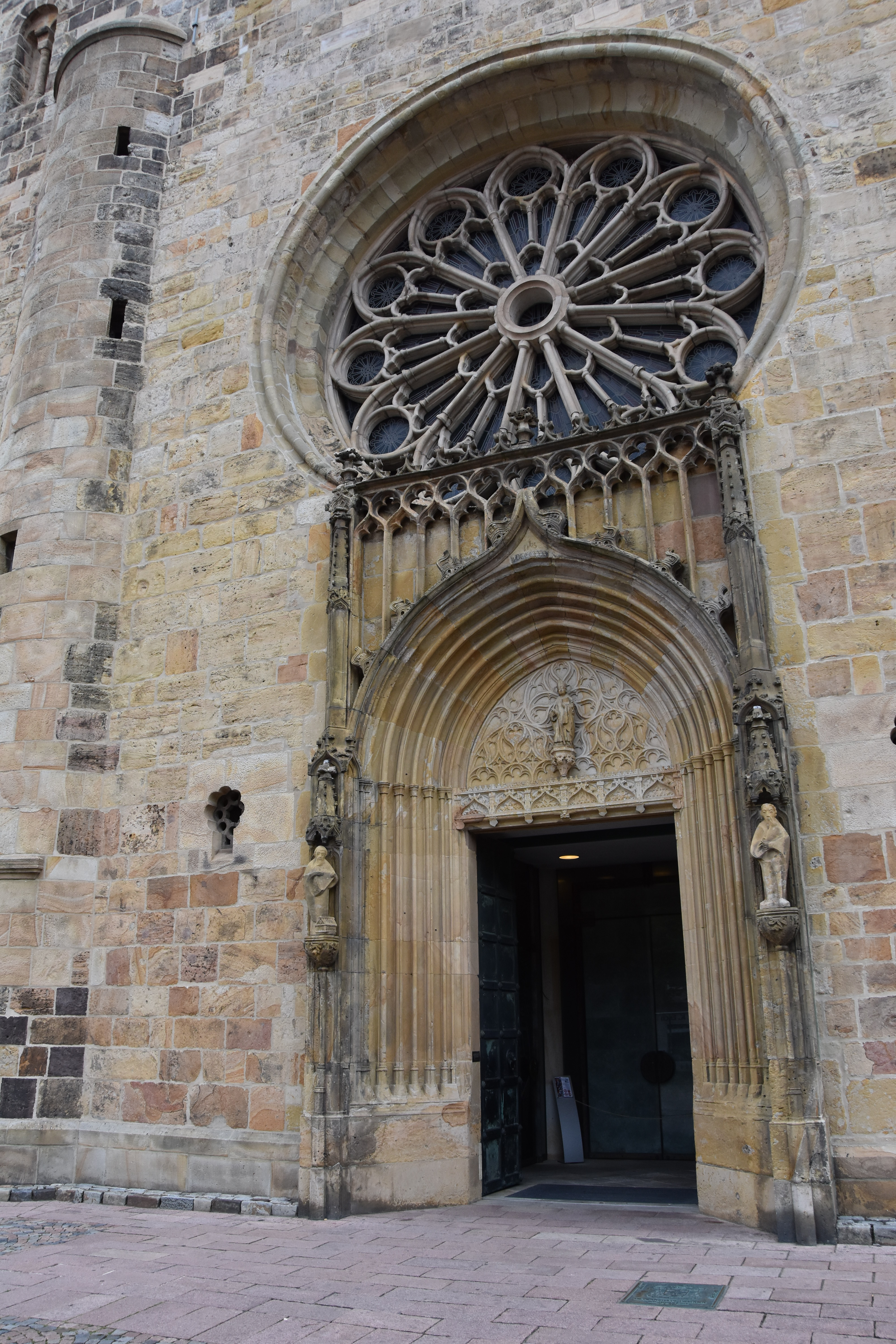
Portal de entrada

La primera iglesia construida en el sitio es del año 785, 15 años después de que Carlomagno fundara la diócesis. Los normandos destruyeron la iglesia 100 años más tarde, y la actual edificación se desarrolló gradualmente después de un incendio alrededor del año 1100.
Las partes más antiguas de la actual iglesia son el cimborrio románico sobre el crucero, la fachada norte y la fachada occidental románico-gótica. La cúpula en la parte media de la nave de tres naves es tan alta como los pilares sobre los que se descansa.
Las piezas más antiguas del equipamiento que han sobrevivido hasta el día de hoy son la pila bautismal de 1220 y la cruz triunfal desde 1230. También ha sobrevivido el coro alto de 1664. Hasta el día de hoy se conservan doce estatuas obra de Heinrich Brabender, escultor de Münster, incluidas figuras de Cristo y de los Apóstoles, y también un número menor de estatuas recibidas del duque Erich II de Sajonia-Lauenburg, obispo de Münster. Se exponen en el Museo Diocesano de Osnabrück.
A lo largo de los siglos, la catedral cambió de apariencia: el interior principalmente durante el período barroco, del que dan testimonio los altares, figuras y epitafios, y el exterior durante la gran restauración de 1882-1910 bajo la dirección de Alexander Behnes,  mediante renovaciones y construcción de anexos. Durante la Segunda Guerra Mundial, el techo de la catedral con las cúpulas barrocas y algunos anexos de la iglesia fueron destruidos por bombas incendiarias. Desde entonces, la catedral ha sido reconstruida y sigue siendo una gran atracción para los cristianos de la ciudad y de la diócesis, así como para las personas interesadas en la historia del arte de todo el mundo. La rueda de Osnabrück, que el 13 de septiembre de 1944 cayó desde la mayor de las torres debido a los bombardeos, se ha vuelto a erigir al lado de la catedral.
El claustro está adosado a la iglesia, en el lado sur de la nave. Tiene pilares-arcadas abiertos en los tres lados restantes. En el ala oriental están presentes capiteles de cojín, que corresponden a los del antiguo coro occidental de 1140. La bóveda de cañón en la parte oriental del claustro presenta lunetos pero sin arcos fajones; las bóvedas de las alas sur y oeste están sostenidas por arcos fajones y arcos ojivales (construidos en el segundo cuarto del siglo XIII). Durante la Segunda Guerra Mundial, el claustro, que había sido amurallado hacia el patio, sirvió como refugio antiaéreo.

## Campanas
El beffroi de la torre suroeste alberga un anillo de seis campanas de acero fundido, una de las mejores obras de Bochumer Verein. Las campanas se construyeron en la llamada forma experimental de V7, una forma de octava menor. Las campanas de acero fundido de 1951 de la catedral de Paderborn también suenan en la misma disposición, y fueron consideradas las primeras campanas importantes que suenan en la forma V7 recientemente desarrollada.

## Órganos
La catedral tiene dos órganos: el órgano principal, en el oeste, y un pequeño órgano de coro, en el transepto norte.

### Órgano principal
El órgano principal fue construido en 2003 por el fabricante de órganos suizo Kuhn AG de Männedorf. Se encuentra sobre el portal principal, debajo del rosetón occidental. La consola está "en" el órgano, centrada sobre la pared trasera del órgano, mirando hacia el altar. Está conectada eléctricamente a una pequeña cámara de órganos de torre con cuatro registros (cofres de cono), que se encuentra en el primer piso de la gran torre oeste. La cámara del órgano es hinchable y tiene una cámara que absorbe el sonido.

### Órgano Mutin-Cavaillé-Coll
La catedral tiene un raro órgano adicional: en la pared norte del transepto hay un órgano de coro del taller de Mutin-Cavaillé-Coll. Construido en 1898, el órgano tiene 12 pasos con tres transmisiones adicionales al pedal. Todas las sondas son hinchables.

Interior y detalles
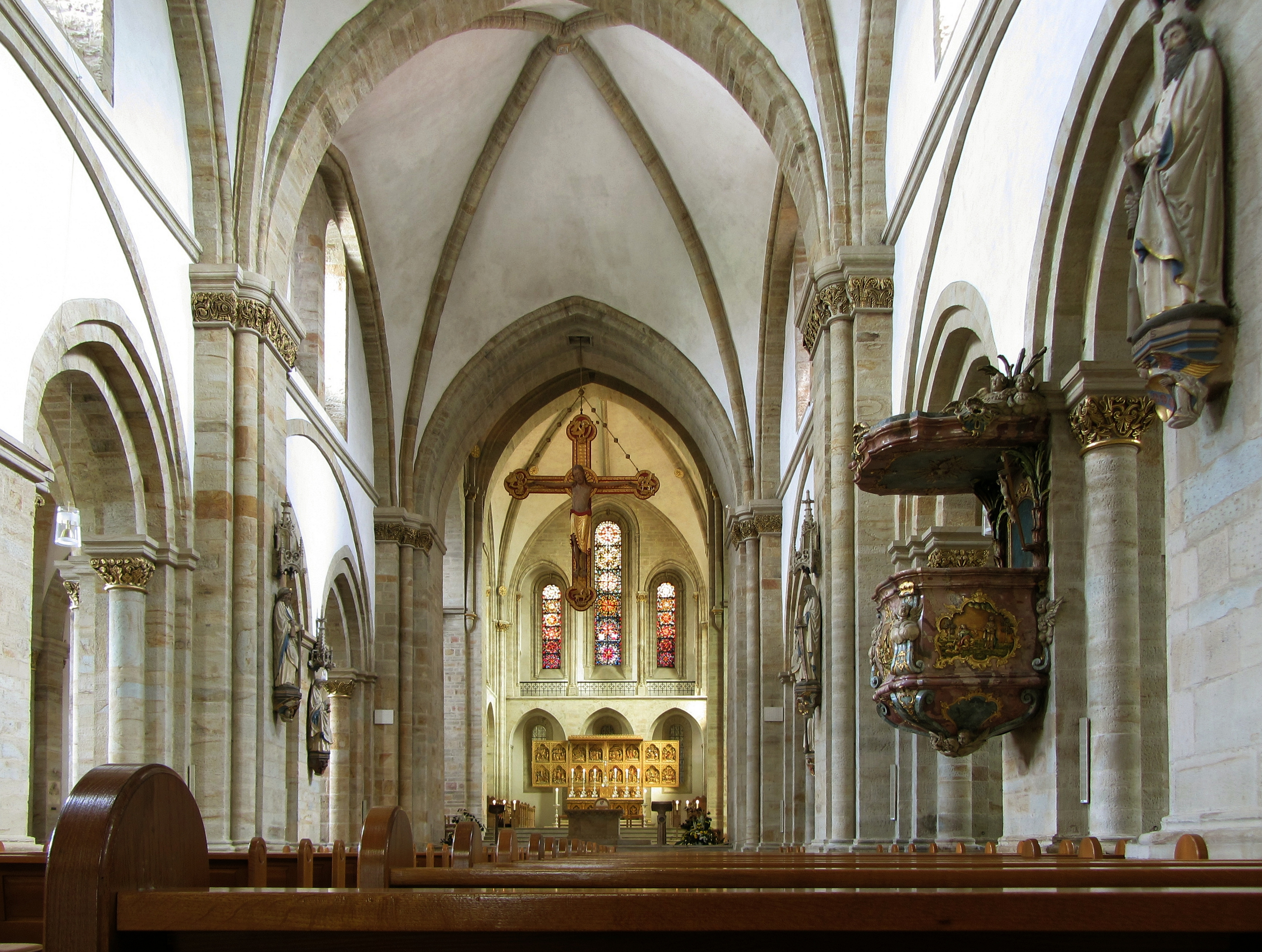
Interior con cruz triunfal de 1230
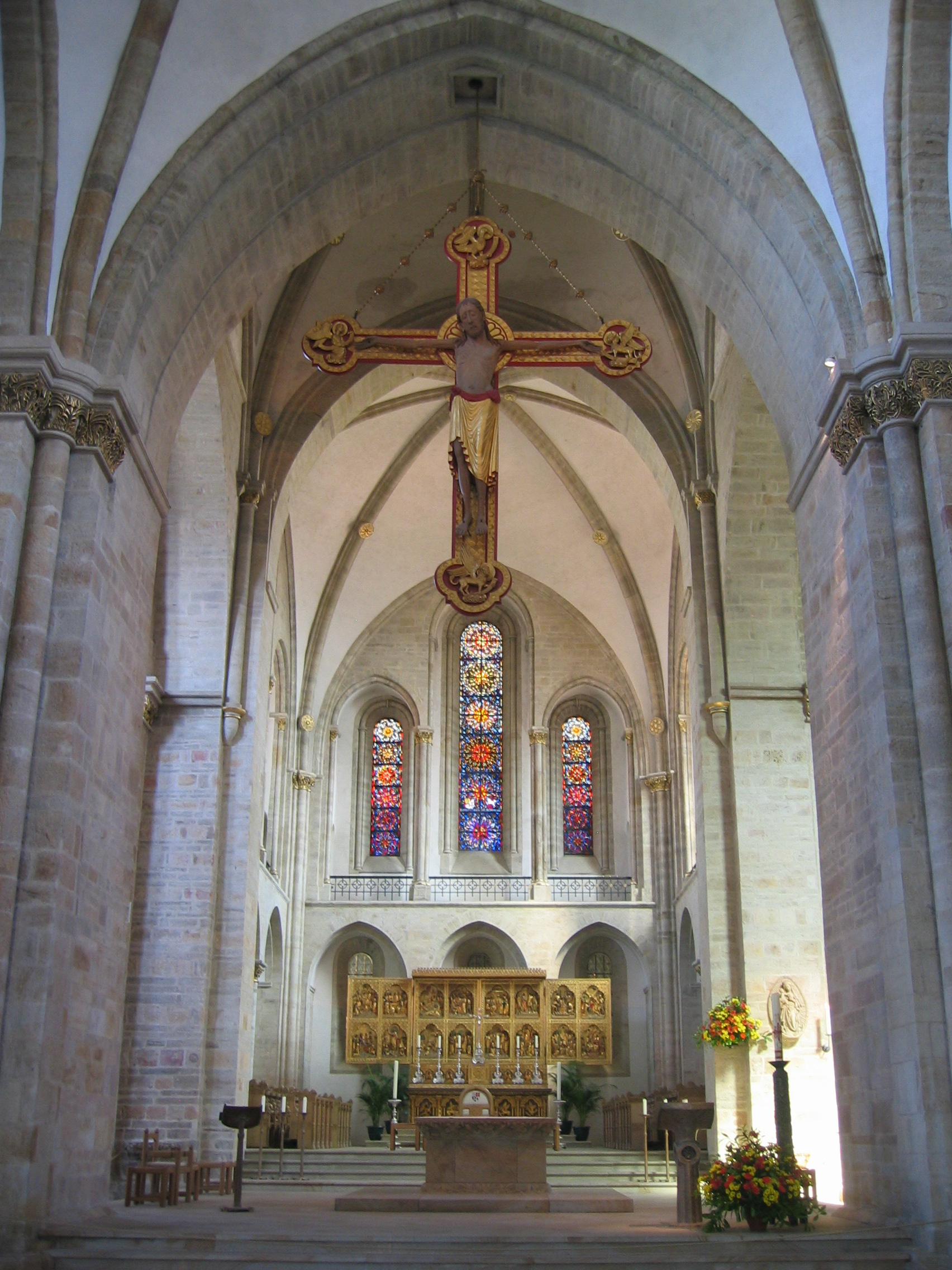
Presbiterio
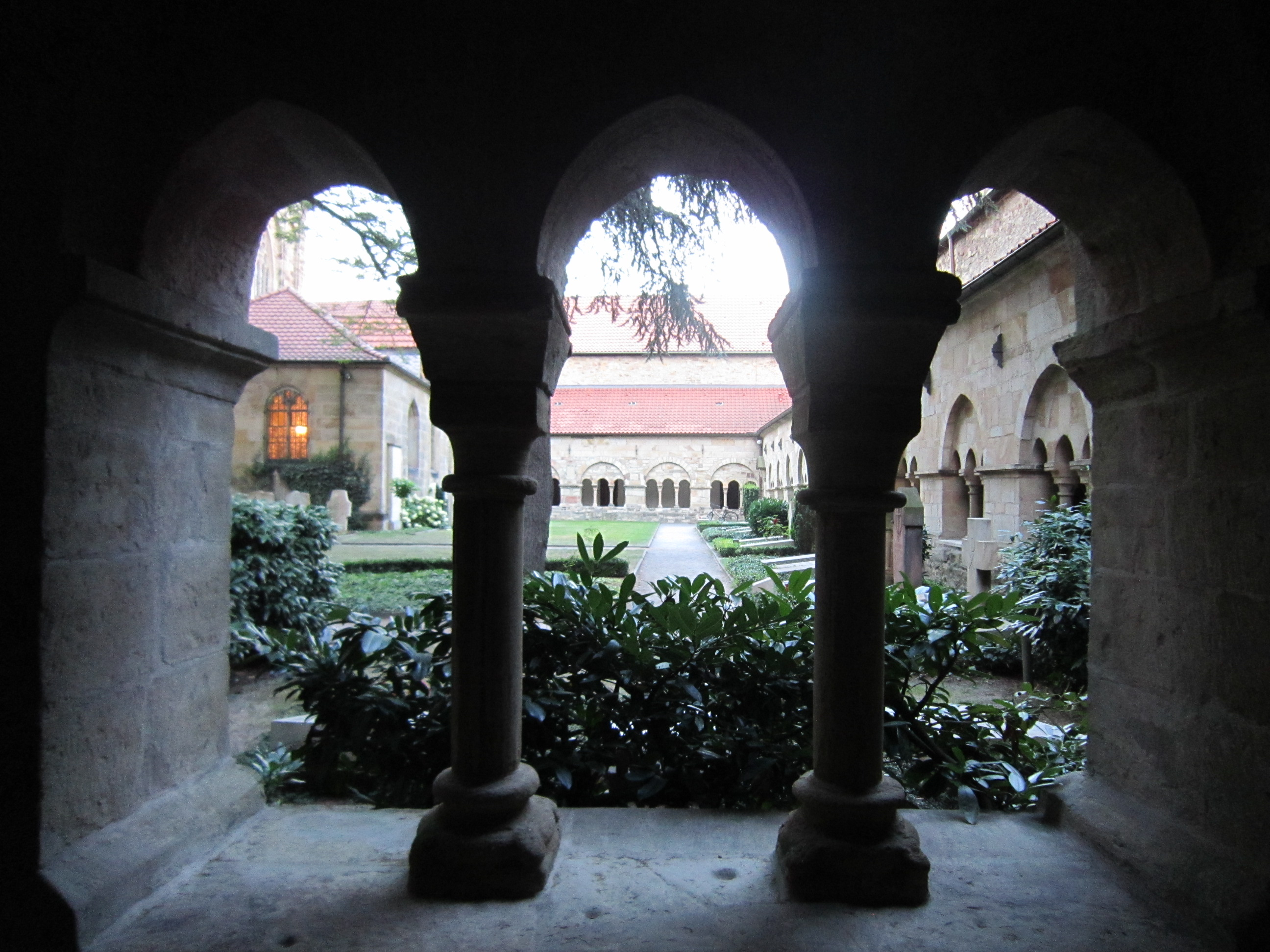
Claustro que rodea el patio de la catedral
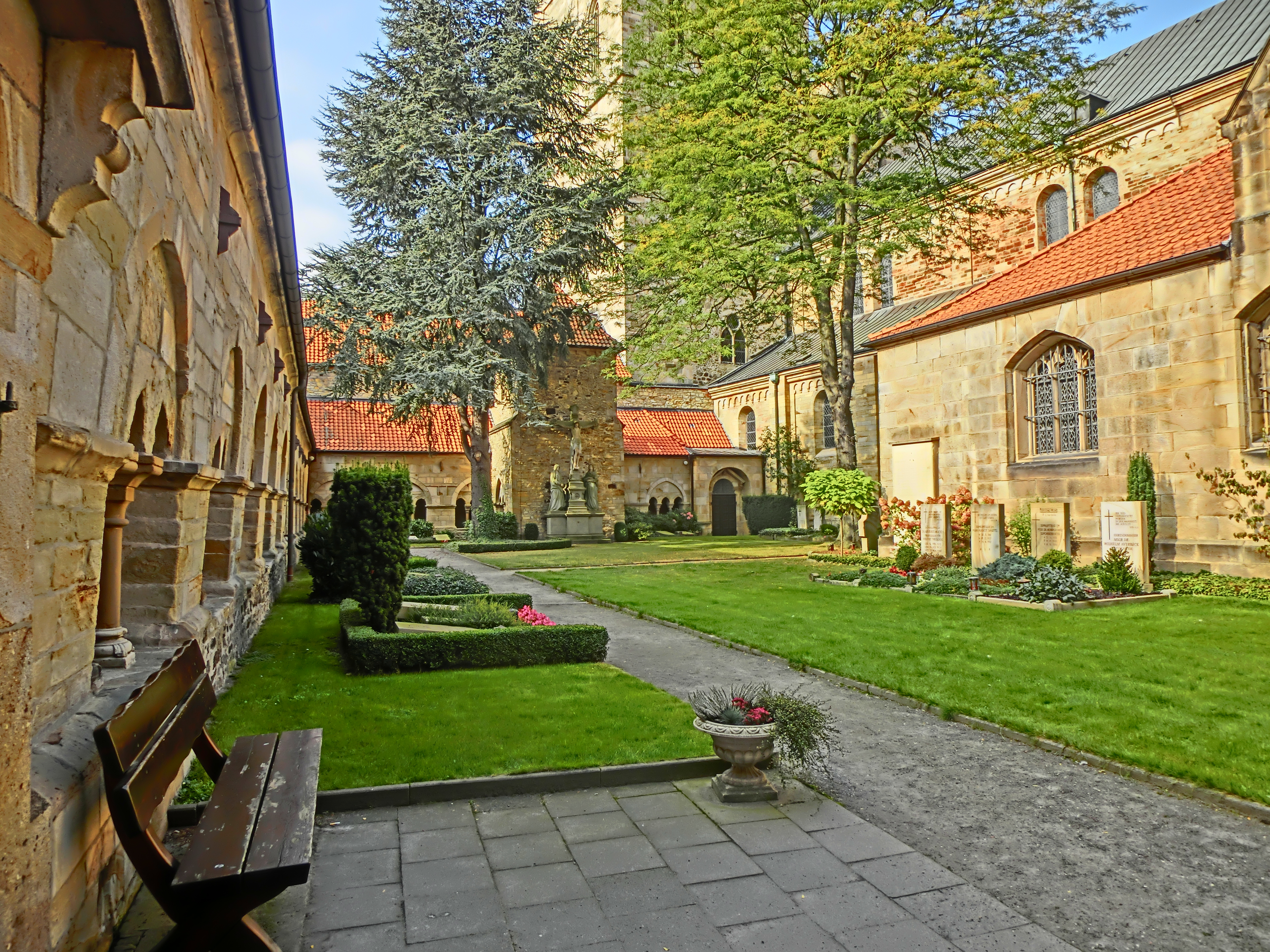
Patio interior de la catedral
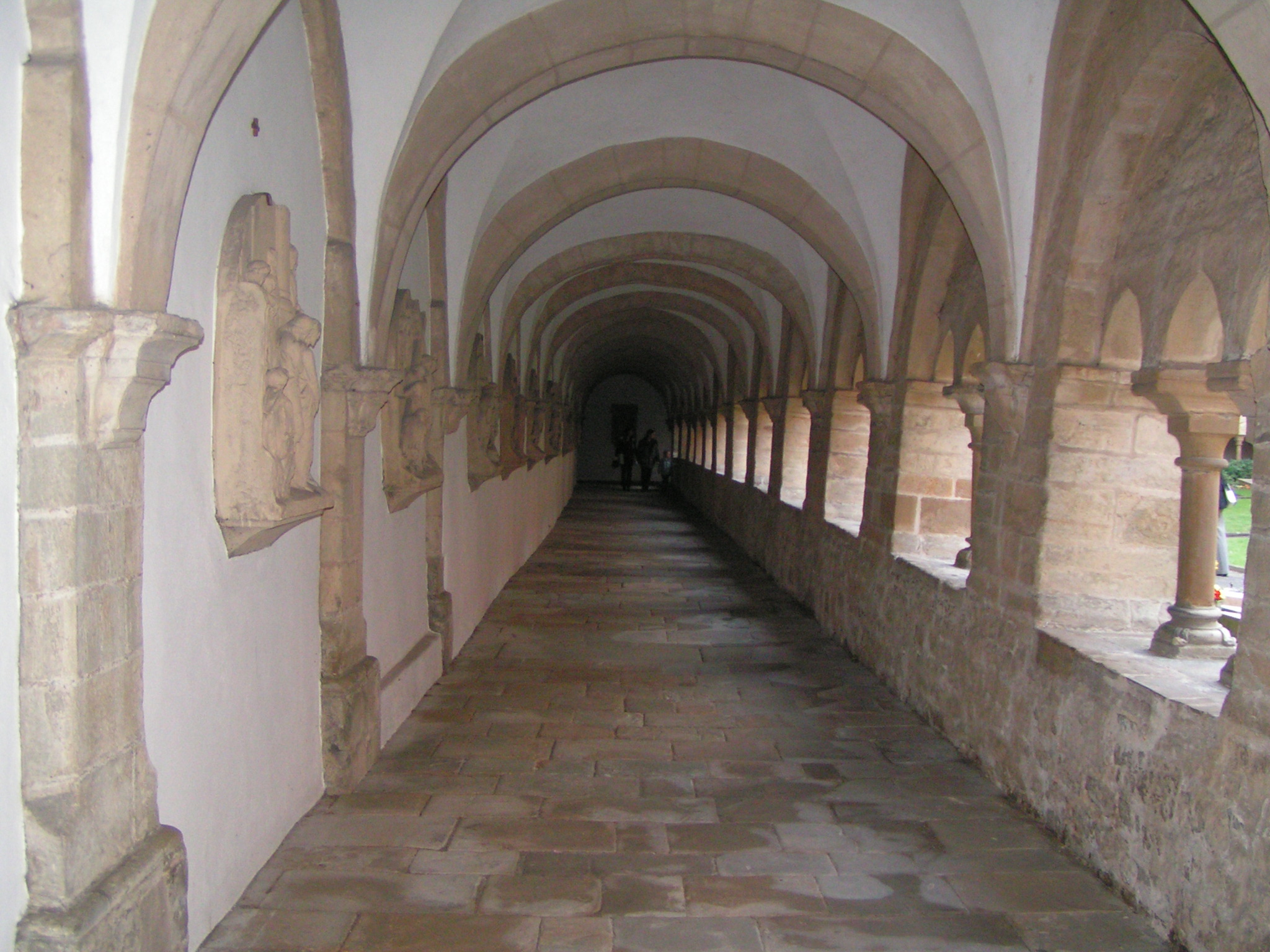
Claustro

Mobiliario
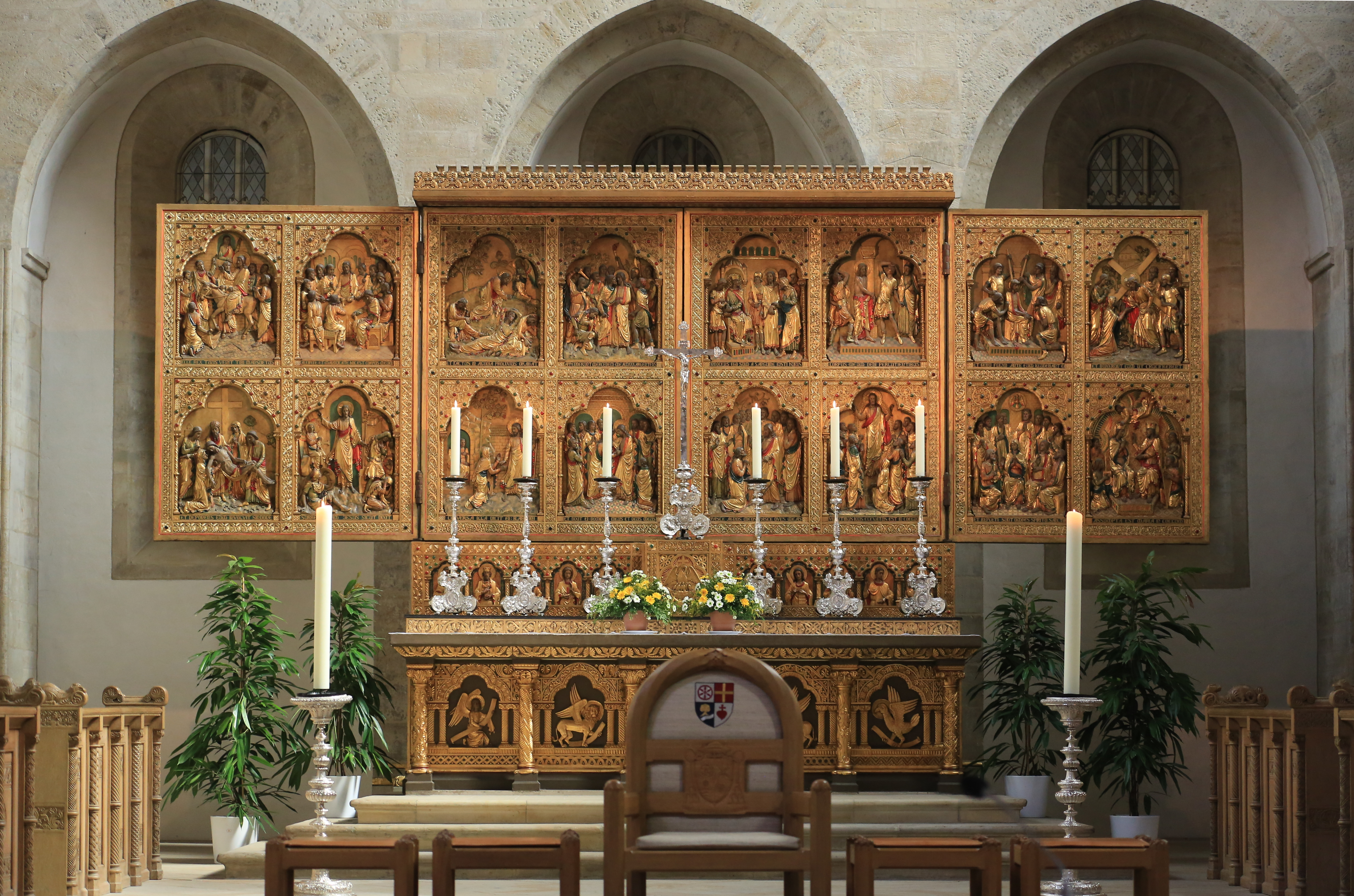
Retablo-altar
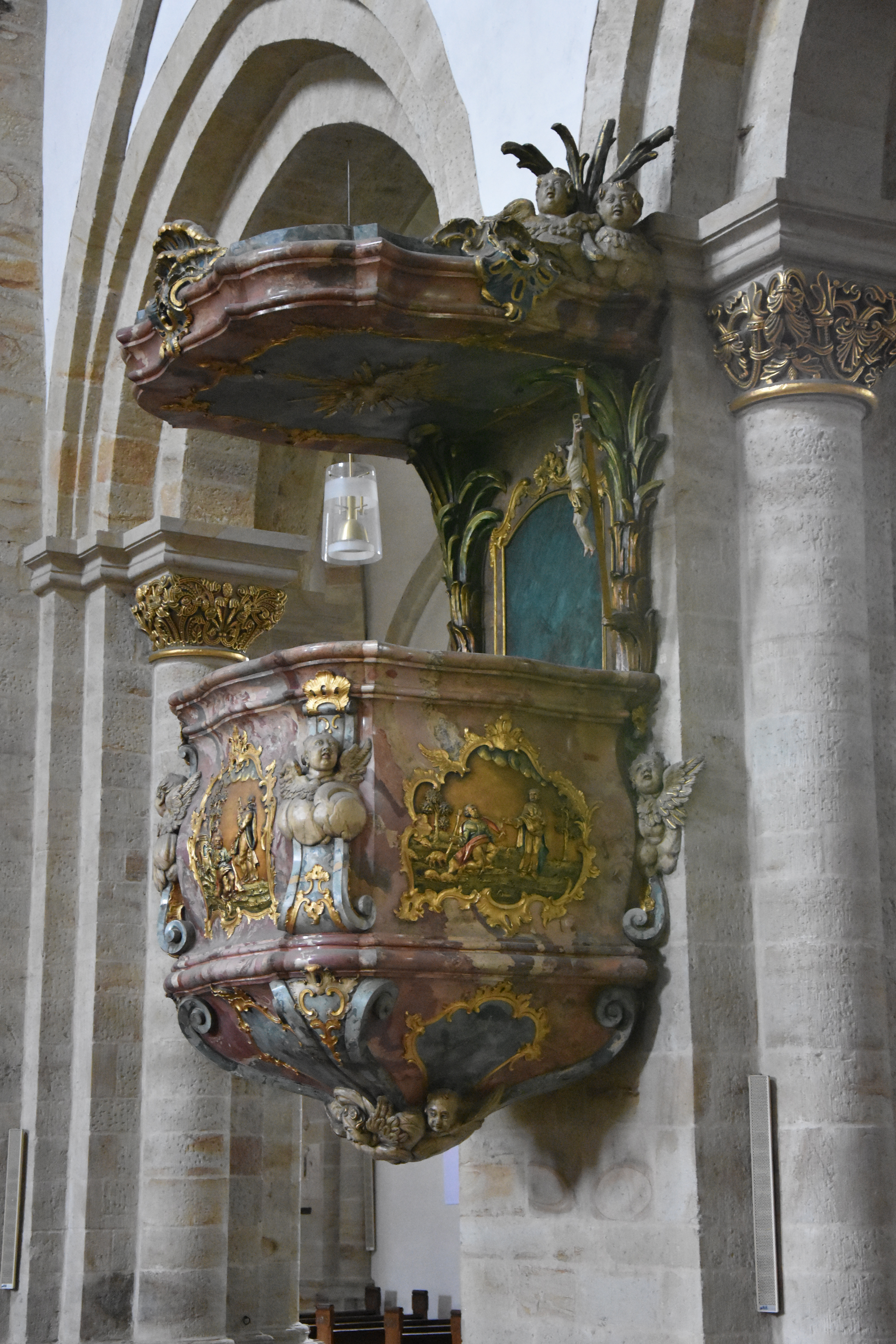
Púlpito
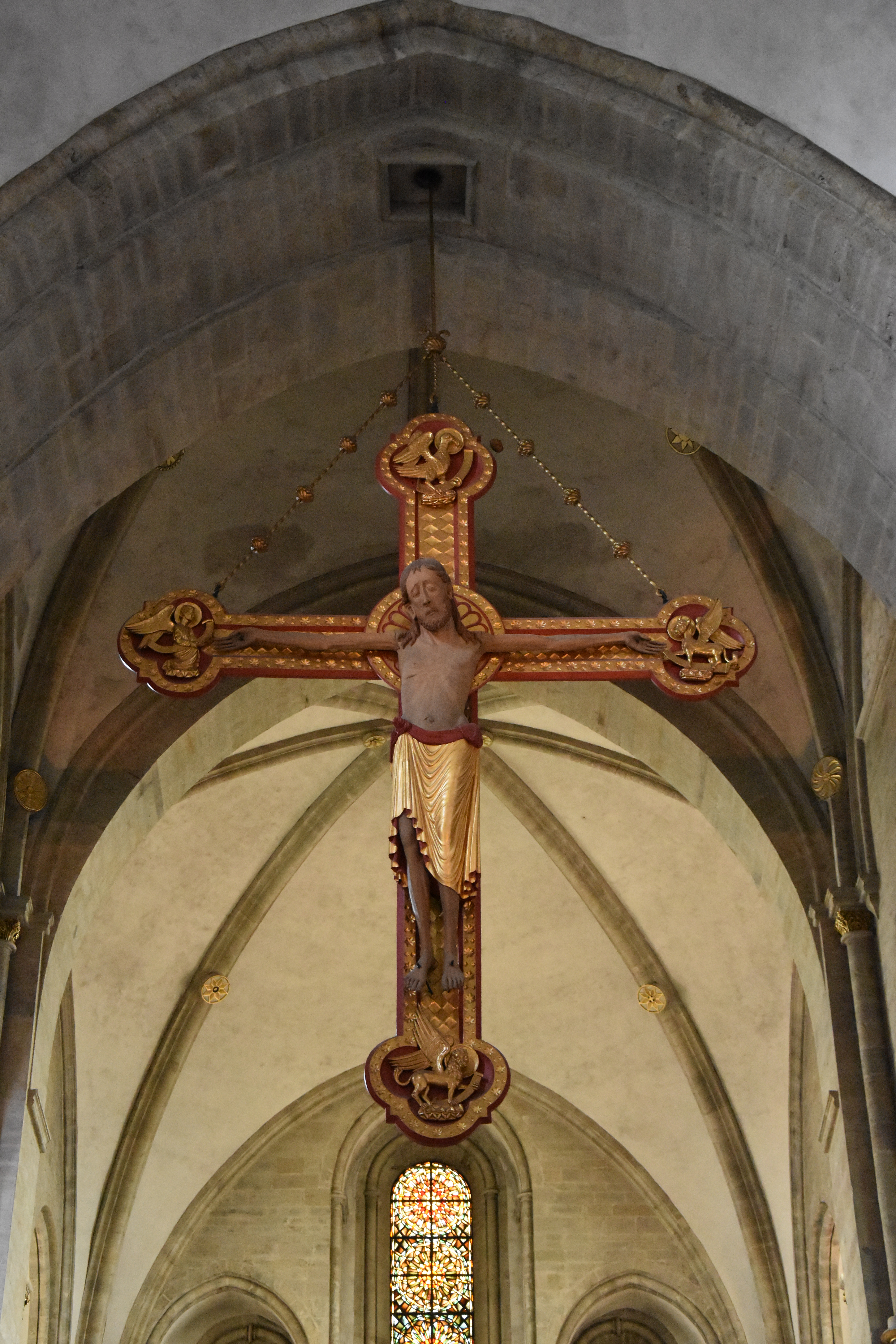
Cruz triunfal
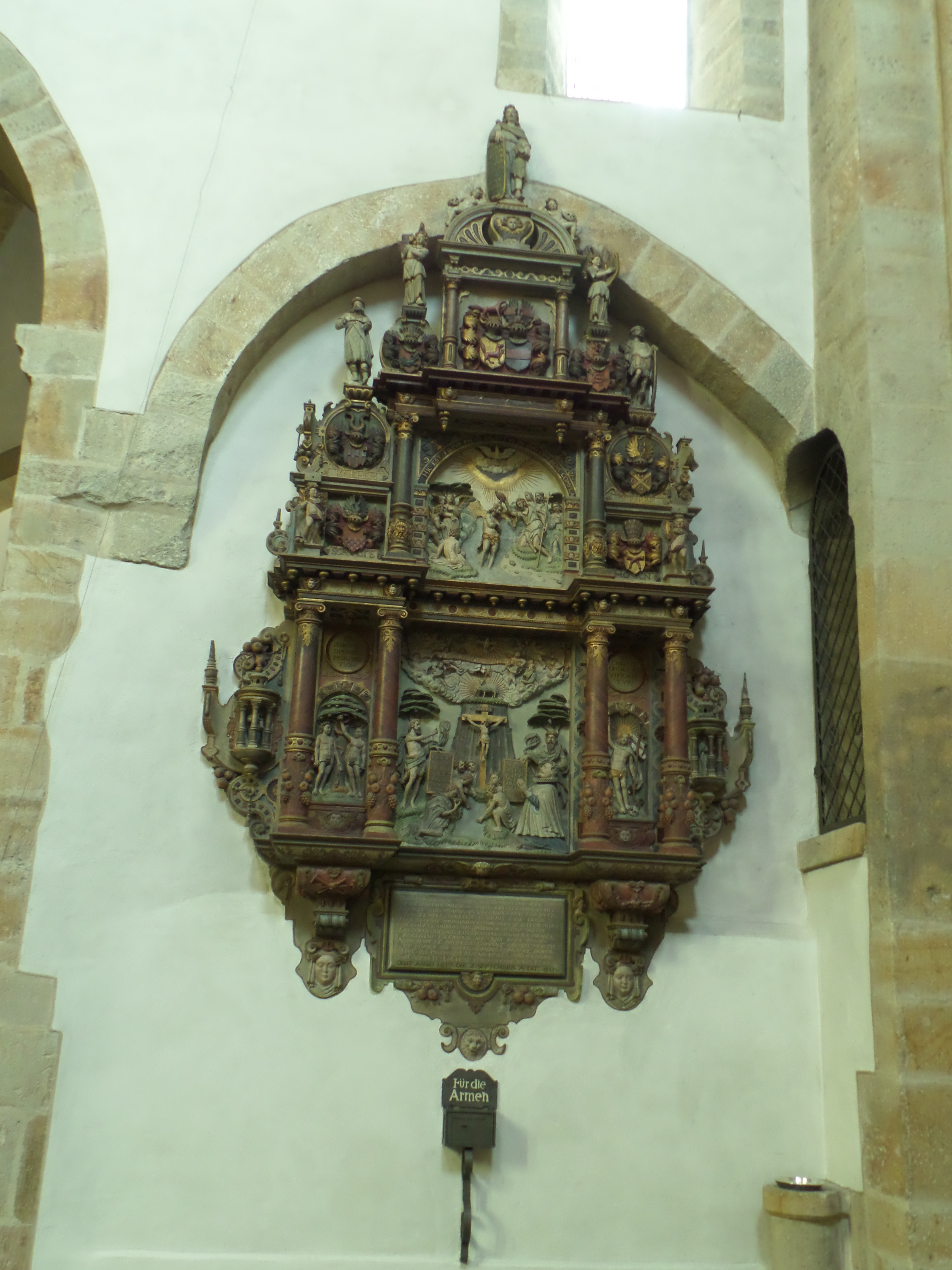
Retablo
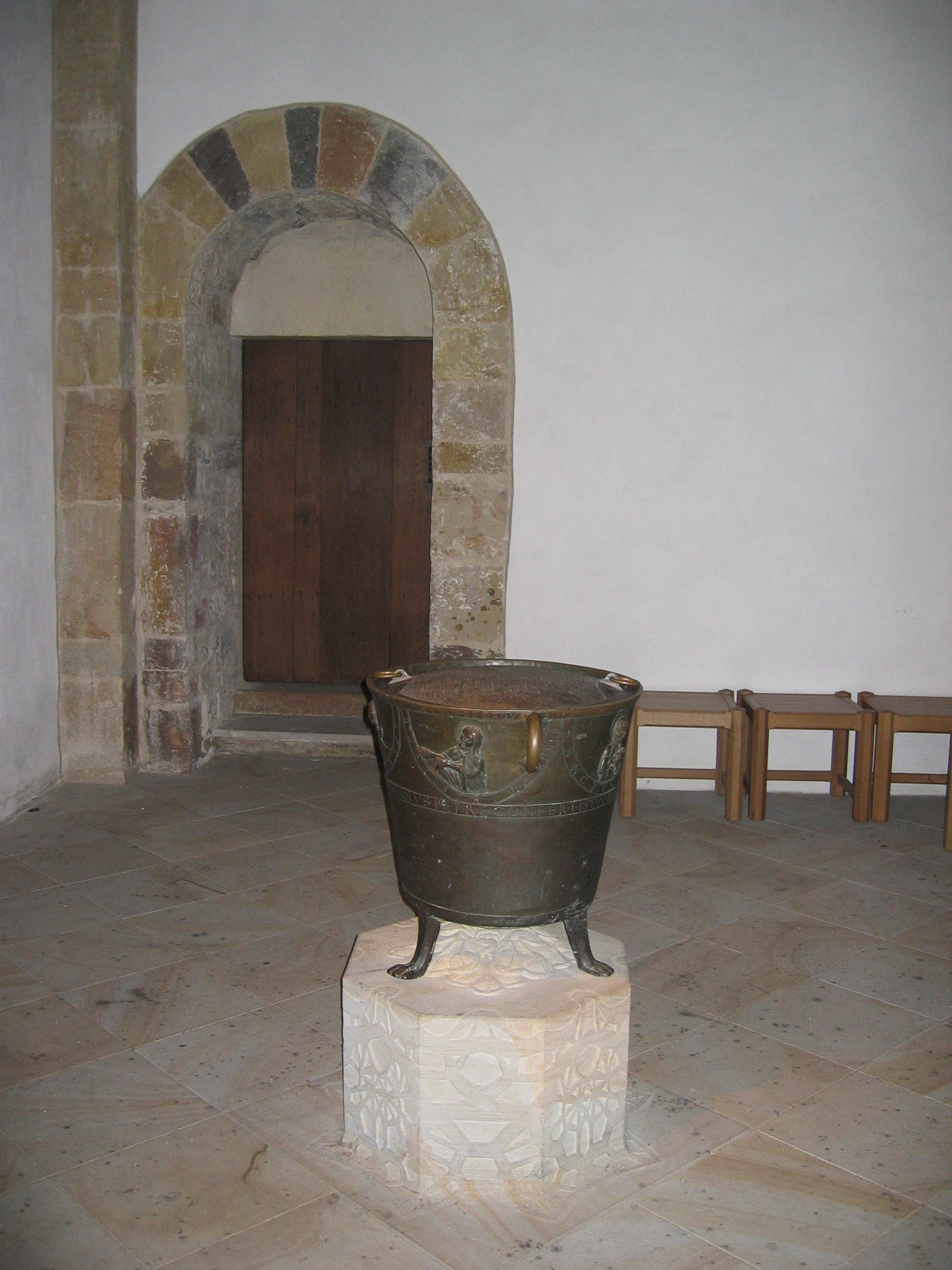
Pila bautismal de 1220
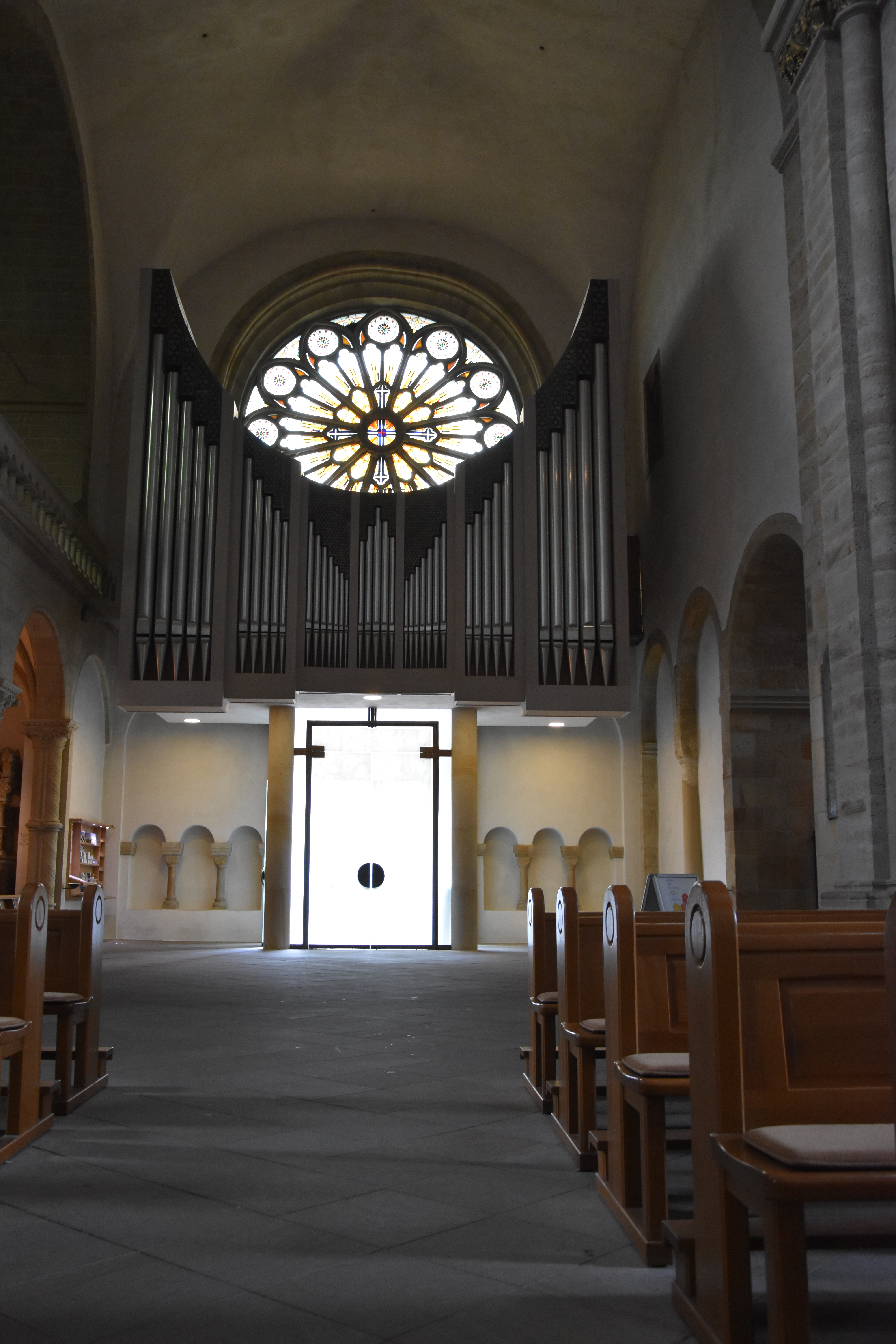
El órgano principal
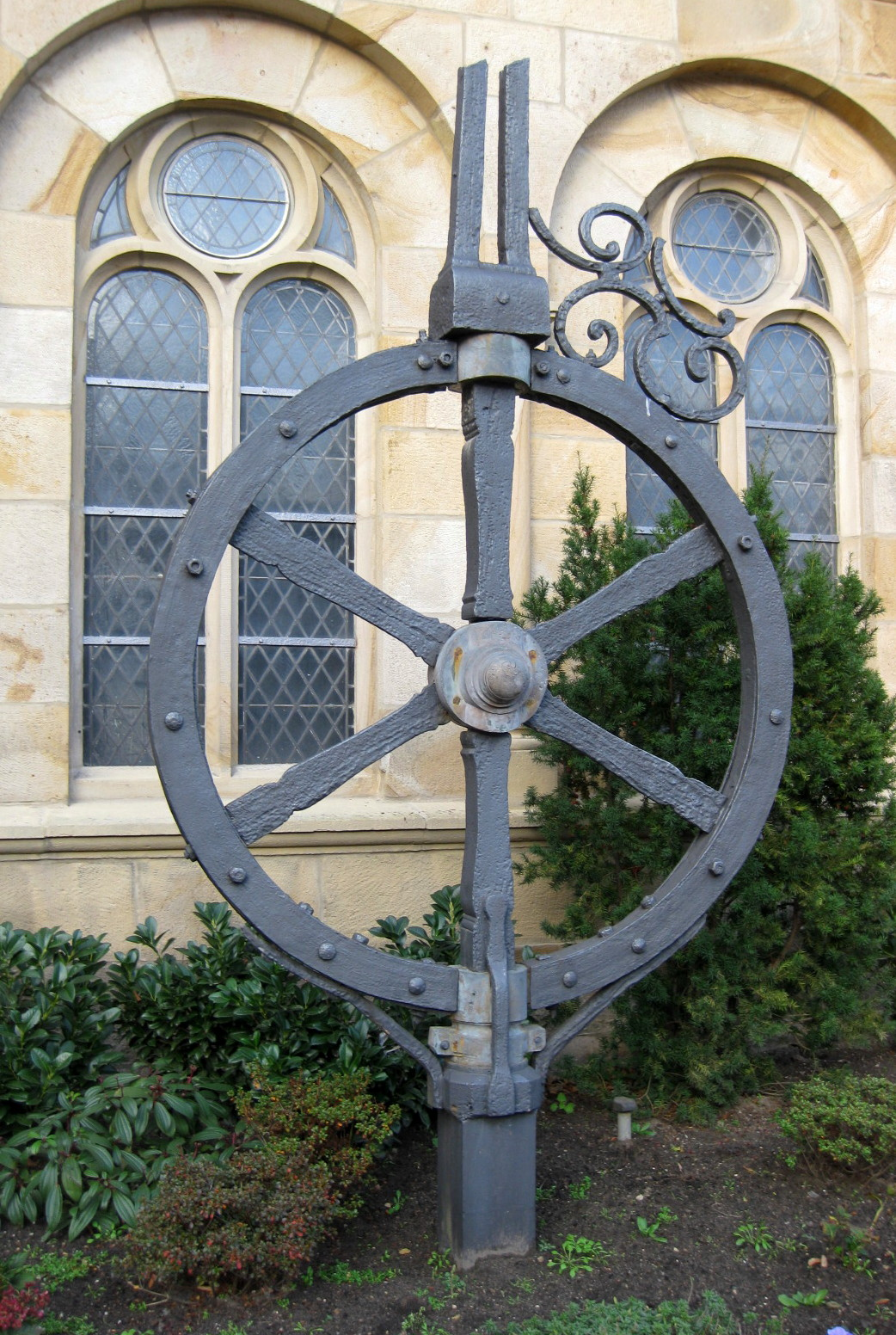
Rueda de Osnabrück, originalmente en la gran torre suroeste
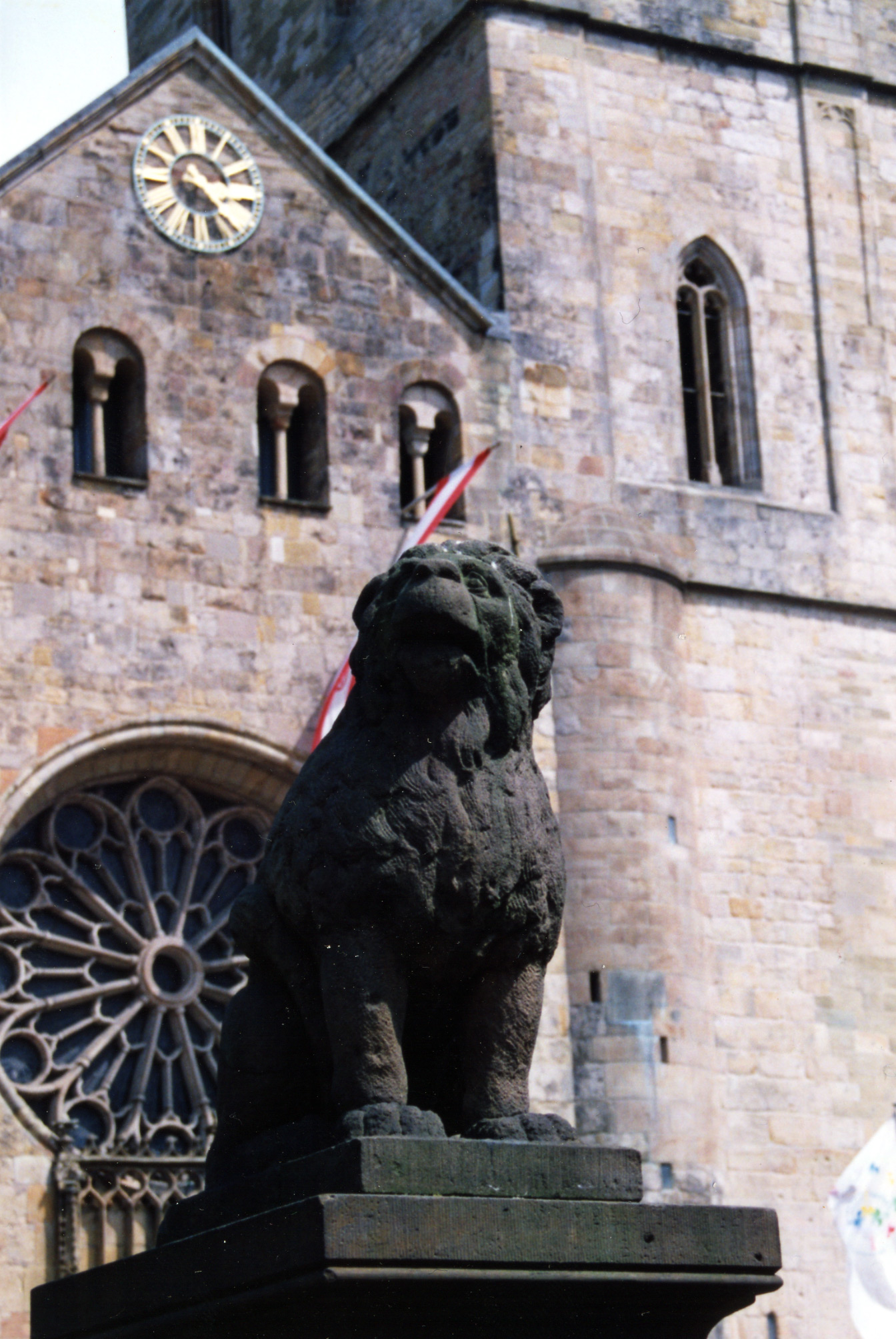
Estatua del Löwenpudel ('caniche león'), frente a la catedral